# Besleria laeta
Besleria laeta är en tvåhjärtbladig växtart som beskrevs av Conrad Vernon Morton. Besleria laeta ingår i släktet Besleria och familjen Gesneriaceae. Inga underarter finns listade i Catalogue of Life.